# Ohne Gnade (1948)
Ohne Gnade (Originaltitel: Senza pietà) ist ein italienischer Film über die Beziehung zwischen einer jungen Italienerin und einem afroamerikanischen Soldaten, die an den sozialen Umständen der Nachkriegszeit scheitert.

## Handlung
Kurz nach dem Zweiten Weltkrieg, im von der US-Armee besetzten Norditalien: Die junge Angela fährt in einem Güterzugwaggon von Florenz nach Livorno, um dort nach ihrem Bruder zu suchen, der ihr Arbeit vermitteln soll. Nach Hause traut sie sich nicht mehr zurück: Sie hatte ein (wohl uneheliches) Kind, das nach 12 Tagen starb. An der Bahnstrecke kommt es zu einer Schießerei zwischen Schmugglern und US-Soldaten, und der schwarze Soldat Jerry flüchtet mit einer Schussverletzung in ihren Waggon. Angela holt Hilfe und rettet ihm so das Leben.
In Livorno kommt Angela in ein von katholischen Nonnen betriebenes Heim für alleinstehende junge Frauen und Mädchen. Mit Hilfe einiger Soldaten flüchten die Frauen aus dem Heim und Angela kann vorübergehend bei Marcella wohnen, die ein Zimmer bei Giacomo gemietet hat. Die beiden arbeiten für Pier Luigi, den Gangsterboss der Stadt: Marcella als Prostituierte, Giacomo überfällt mit anderen Banditen amerikanische Armeetransporte, um die Waren auf dem Schwarzmarkt zu verkaufen. Sie machen Angela mit Pier Luigi bekannt, weil sie hoffen, er könne ihren Bruder finden.
Angela trifft nun auch Jerry wieder, und er verspricht ihr, sie zu beschützen und sich auch finanziell um sie zu kümmern, damit sie nicht, wie so viele andere junge Frauen in der Stadt, in die Prostitution abrutscht. Die beiden kommen sich näher, die Beziehung bleibt jedoch platonisch: Jerry betont, dass er sie wie ein Bruder liebe.
Pier Luigis Banditen überfallen den von Jerry gesteuerten Lastwagen und rauben ihn aus. Die hinzukommende Militärpolizei glaubt, Jerry sei von der Bande bestochen worden, und nimmt ihn gefangen. Als Angela erst die Nachricht von Jerrys Haft bekommt und dann auch noch erfährt, dass ihr Bruder, der ebenfalls für Pier Luigi gearbeitet hatte, längst tot ist, stürzt sie sich ins Hafenbecken. Sie wird gerettet, liegt die nächsten Tage jedoch fiebernd im Bett. Jerry weiß das nicht und wundert sich, keinen Brief von ihr zu bekommen. Angela bleibt nun nichts anderes übrig als die Prostitution, was sie als äußerst beschämend empfindet.
Eines Nachts flieht Jerry aus dem Straflager und muss sich in der Stadt versteckt halten. Marcella hat, auch durch ihre Arbeit für Pier Luigi, genug Geld aufgetrieben, um für sich und ihren Verlobten (auch ein afroamerikanischer Soldat) die Schiffspassage in die USA zu bezahlen, wo die beiden heiraten und ein neues Leben anfangen wollen. Auch Jerry und Angela wollen ausreisen, es fehlt jedoch an Geld und Pier Luigi will ihr nichts geben. Zufällig erfährt sie von einem geheimen nächtlichen Treffen zwischen Pier Luigi und einem Schmuggler, bei dem vier Millionen Lire übergeben werden sollen. Sie erzählt Jerry davon, was sie aber sofort bereut. In der Nacht, während Angela in der Kirche zur Jungfrau Maria betet, überfällt Jerry den Lastwagen, in dem Pier Luigi und Giacomo zu dem geheimen Treffen fahren, und nimmt das Geld an sich. Er holt Angela in der Kirche ab, doch dort werden sie von Pier Luigis Männern abgefangen. Einer schießt auf Jerry, doch Angela wirft sich in die Schusslinie und wird getroffen. Während sie in seinen Armen stirbt, wiederholt er sein Versprechen, sie nie alleinzulassen. Er setzt sie in den Lastwagen und fährt in vollem Tempo auf einen Abhang zu, die Steilküste hinab in den Tod.

## Stil
Wegen der schonungslosen Auseinandersetzung mit der sozialen Realität der Nachkriegszeit, ihren Problemen und Widersprüchen kann der Film dem Italienischen Neorealismus zugerechnet werden.

## Produktion
Ohne Gnade ist eine Produktion von Lux Film und wurde am Originalschauplatz in Livorno gedreht. Nino Rota bearbeitete für die Filmmusik Themen aus afroamerikanischen Spirituals, wie z. B. in der Schluss-Szene Nobody Knows the Trouble I’ve Seen. Regisseur Lattuada hat die beiden weiblichen Hauptrollen mit seiner Ehefrau (Carla Del Poggio) und der Frau das Drehbuchautors Fellini (Giulietta Masina) besetzt. Die Rolle des Pier Luigi spielte ein Laiendarsteller, für den es die einzige Filmrolle blieb. Für John Kitzmiller, der auch im wahren Leben US-Army-Soldat im besetzten Italien war und erst im Jahr zuvor von Carlo Ponti für den Film entdeckt wurde, war die Rolle des Jerry die erste Hauptrolle.
Der Film wurde am 29. August 1948 bei den Filmfestspielen von Venedig gezeigt und kam danach in die italienischen Kinos. Laut IMDb durfte der Film in Deutschland in der US-amerikanischen und der britischen Besatzungszone wegen der kritischen Darstellung der US-Armee nicht gezeigt werden. 1951 gab es dann aber eine deutschsprachige Synchronfassung, die ab 2. Januar in Westdeutschland und ab 26. Oktober in Österreich lief. Der Film erschien in vielen weiteren europäischen Ländern sowie in den USA. Noch Jahrzehnte nach seinem Erscheinen wurde er bei einigen Filmfestivals gezeigt, teils in digital restaurierter Fassung:
- 1994: Courmayeur Noir in Festival
- 2001: Grande Retrospettiva del Cinema Italiano
- 2014: Filmfestspiele von Venedig
- 2021: Pesaro Film Festival
- 2021: Locarno Film Festival

Die englische Fassung (unter dem Titel Without Pity) erschien 2015 auf DVD.

## Synchronisation
| Rolle                     | Darsteller       | Synchronsprecher      |
| ------------------------- | ---------------- | --------------------- |
| Jerry                     | John Kitzmiller  | Charles Muhamed Huber |
| Marcella                  | Giulietta Masina | Uschi Wolff           |
| Pier Luigi                | Pierre Claudé    | Manfred Seipold       |
| Giacomo                   | Folco Lulli      | Rainer Basedow        |
| südamerikanischer Kapitän | Raf Pindi        | Gernot Duda           |
| Baron Hoffmann            | Carlo Bianco     | Bruno W. Pantel       |

## Rezeption
„Obschon in der Handlung kolportagehaft, fasziniert Lattuadas Film [...] durch seine präzise Schilderung der ersten Nachkriegsjahre in einem Italien zwischen sozialen Mißständen, Korruption und Hoffnungslosigkeit: Ein vorzügliches Zeitbild.“

„Leider muss man sagen, dass „Ohne Gnade“ zwar ein mitreißendes Drama ist, hervorragend gefilmt von Aldo Tonti, mit variationsreicher Musik von Nino Rota, doch in vielerlei Hinsicht fehlt es ihm an klaren Positionen. Die Liebe zwischen Jerry und Angela ist keine körperliche Liebe, sie ist tief, aber platonisch. Das Thema Rassismus innerhalb der US-Armee wird in der zweiten Hälfte angeschnitten, bleibt – angesichts des brisanten historischen Kontexts – aber enttäuschend vage.“

## Auszeichnungen
1949 gewann Giulietta Masina das Nastro d’Argento (Silbernes Band) als beste Nebendarstellerin.